# Испанско-турецкие отношения
Испанско-турецкие отношения — двусторонние дипломатические отношения между Испанией и Турцией.

## История
В XVI веке Габсбургская Испания и Османская империя боролись за господство в Средиземном море. В 1571 году в Битве при Лепанто испанский флот (в союзе с Венецианской республикой и Папской областью) одержал победу над Османской империей. В Северной Африке испанцы воевали с союзниками османов в лице Берберских пиратов. Спасаясь от религиозных преследований в Испании, конверсо и сефарды прибывали в Османскую империю после неудавшегося восстания морисков. Серебро, привезенное из Латинской Америки, вызвало инфляцию в Испании, которая затем распространилась на остальную Европу и даже на Османскую империю. В 1782 году Испания и Османская империя подписали Соглашение о мире, дружбе и торговле.

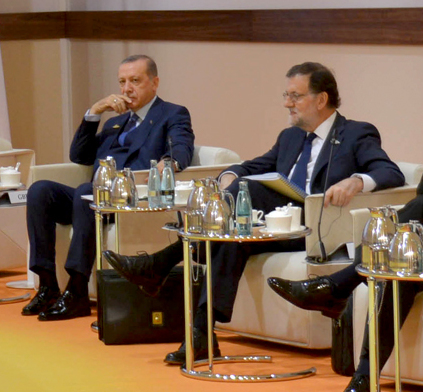
Реджеп Тайип Эрдоган и Мариано Рахой

## Политические отношения
Турция и Испания являются членами Совета Европы, НАТО, Организации экономического сотрудничества и развития, Организации по безопасности и сотрудничеству в Европе, Всемирной торговой организации и Союза для Средиземноморья.
На двустороннем уровне нет серьёзных дипломатических противоречий между странами. Испания поддерживает заявку Турции на вступление в Европейском союзе. 22 июля 1998 года страны подписали Совместный план действий, который определил вектор развития двусторонних отношений. Альянс цивилизаций был инициирован в 2004 году председателем правительства Испании Хосе Луисом Родригесом Сапатеро и премьер-министром Турции Реджепом Тайипом Эрдоганом.

## Торговые отношения
В 2011 году объём товарооборота между странами составил сумму 5,99 млрд. евро. В 2015 году товарооборот Испании и Турции составил сумму 8,5 млрд. долларов США. В Турции присутствует более 610 испанских фирм. Испанские инвестиции в экономику Турции составили около 10 млрд. долларов США. В 2008 году Турцию посетило более 350 000 испанских туристов.